# Igaliku
Igaliku (Igaliko avant 1973) est un village groenlandais situé dans la municipalité de Kujalleq près de Qaqortoq au sud du Groenland. La population était de 21 habitants en 2020.
On y trouve les ruines de la Cathédrale de Garðar.